# Datotečni format ZIP
Datotečni format ZIP je najbolj razširjen sistem za stiskanje datotek v osebnih računalnikih z operacijskim sistemom Microsoft Windows.
Sistem je zasnoval Phillip W. Katz za program PKZIP, danes je najbolj razširjen vmesnik WinZip. V obliki formata PKZIP 2 program uporablja njegov algoritem stiskanja DEFLATE.
Imena stisnjenih (žargonsko »zazipanih«) datotek imajo pripono ».zip«.

## Kompatibilni zip programi
- 7-zip v slovenščini